# Al-Furklus
Al-Furklus (arab. الفرقلس) – miasto w Syrii, w muhafazie Hims. W 2004 roku liczyło 5096 mieszkańców.